# Episactus eremites
Episactus eremites är en insektsart som beskrevs av Rehn, J.A.G. och J.W.H. Rehn 1934. Episactus eremites ingår i släktet Episactus och familjen Episactidae. Inga underarter finns listade i Catalogue of Life.